# Цховребов, Андрей Никифорович
Андре́й Ники́форович Цховре́бов (осет. Цыхуырбаты Никифоры фырт Андрей; 2 июня 1939 — умер в 1991 году) — советский борец вольного стиля, чемпион Европы и СССР. Заслуженный мастер спорта СССР.

## Биография
Родился 2 июня 1939 года в селении Мсхлеб Джавского района Южной Осетии в осетинской семье. В 1957 году стал заниматься борьбой под руководством Харитона Кораева. Через три года стал чемпионом Грузинской ССР. В 1964 году стал чемпионом СССР среди сельских спортсменов. Пять раз выигрывал традиционный Тбилисский международный турнир (1964-1968). Двукратный победитель турнира в Иране в составе сборной СССР. В 1968 году стал чемпионом Европы и СССР. В 1969 году стал чемпионом СССР среди сельских спортсменов и победителем международного турнира имени Д. Колева в Софии.
С 1970 года — тренер и председатель спортивного общества «Колмурне» в Цхинвале. Одновременно продолжал выступления в турнирах.
Умер Цховребов 25 июля 1991 года. Похоронен в Цхинвале.

## Спортивные достижения
- Чемпион Европы (1968)
- Чемпион СССР (1968)
- Чемпион Грузинской ССР (1960)
- Двукратный чемпион СССР среди сельских спортсменов (1964, 1969)
- Пятикратный победитель Тбилисского международного турнира (1964, 1965, 1966, 1967, 1968)
- Двукратный победитель турнира в Иране в составе сборной СССР
- Победитель международного турнира имени Д. Колова в Софии (1969)

## Память
В 2015 году в Цхинвале был проведён турнир Южной Осетии по вольной борьбе, посвященный памяти Харитона Кораева и Андрея Цховребова.